# 청풍 성열현
청풍(淸風) 성열현(省熱縣)은 고구려 사열이현(沙熱伊縣)의 전조에 백제의 고읍(古邑)이다.

## 성열현의 원전사료
- 신라고기(新羅古記)에서 이르기를, 가야국(加耶國)의 가실왕(嘉實王)이 당(唐)의 악기를 보고 만들었다. 왕이 여러 나라의 방언이 각기 달라 성음을 어찌 일정하게 하는가 하며 이에 악사(樂師) 성열현(省熱縣) 사람 우륵(于勒)에게 12곡을 만들게 하였다.[1][2]
- 상기 사료에 악사(樂師) 성열현(省熱縣) 사람 우륵(于勒)은 대가야국의 출신이 아니라 성열현(省熱縣) 사람으로 고증된다.[3]

## 청풍 성열현의 학설
- 정약용은 《아방강역고(我邦疆域考)》에서, 약용이 살펴보건데, 성열(省熱)이란 사열(沙熱 : 沙와 省은 음이 가깝다.)이다. 사열(沙熱)은 지금의 청풍(淸風)이다.[4]

## 청풍 성열현의 정립
- 신채호는 《악지(樂志)》에, “성열현인(省熱縣人) 우륵(于勒)”이라 하니, 륵(勒)은 ‘밈라가라(加羅)’의 악공(樂工)이요, 성열현(省熱縣) 지금의 청풍은 당시에 충주 곧 미을성(未乙省)에 속하였던 땅이다.[5]
- 이윤재(1888~1943)는 성열현(省熱縣) 사람(시방 청풍군) 우륵(于勒)으로 하여금 작곡하게 하여 12곡을 만들었다.[6]

## 일본인 말송보화의 학설
- 성열(song-ior)현은 그 문자에서 말하면 지리지의 삭주(朔州)에 내제군(奈堤郡)[7]의 사열이현(沙熱伊縣)이 가장 가깝지만, 악지(樂志)에 성열(省熱)은 아마도 지리지의 강주(康州) 강양군(江陽郡) (대량·대야)의 속현의 하나인 신이(sin-i) 현에 해당하는 것으로 생각한다. 즉, 일본서기(日本書紀)의 사이기국(斯二岐國)이다.[8]

## 일본인 전중준명의 학설
- 일본인 전중준명(田中俊明)은 우륵의 출신지는 말송보화의 《임나흥망사(任那興亡史)》의 학설을 추종하면서 《삼국사기》에 김유신 열전에 백제의 7성과 우륵의 12곡을 인용하여 성열현(省熱縣)을 의령군(宜寧郡) 부림면(富林面)으로 비정하였다.
- 일본인 전중준명은 《일본서기》에 사이기국(斯二岐國)은 흠명(欽明) 2년(541) 4월조와 동 5년(544) 2월조에 임나복흥회의(任那復興會議)에 참석한 나라와 동 23년(562) 정월조에 임나(任那)가 멸망한 기사를 인용하였다.
- 일본인 전중준명은 임나일본부와 연관한 임나십국의 한 소국인 사이기국에서 우륵이 출생한 것으로 토착시켰다.[9]

## 일본인 말송보화와 전중준명의 학설의 무비판적 수용의 문제
- 일본인 학설을 한국 학계에서 정설로 수용(1)→ 일본인이 제기한 성열현(省熱縣)은 현재의 경남 의령군 부림면의 고명으로서 그 치소는 신반리. 본서 악지의 성열현(省熱縣) 및 본서 권41 열전 김유신 열전 상(金庾信傳上)의 성열성(省熱城)은 본서 권34 지리지 강주(康州) 강양군(江陽郡) 의상현(宜桑縣)의 옛 지명인 신이현(辛爾縣)과 같은 곳이다.[10]
- 일본인 학설을 한국 학계에서 정설로 수용(2)→ 《일본서기》권19 흠명기(欽明紀) 2년(541) 4월조, 동(同) 5년(544) 11월조 및 23년(562) 정월조에는 이 지역이 후기 가야연맹의 한 세력으로서 사이기국(斯二岐國)이라는 이름이 나온다. 그러므로 성열현(省熱縣) 사람이라는 표현이 가야의 것이라면 이는 연맹 소속국을 하나의 현(縣)으로 취급하려는 대가야의 인식이 반영된 것이라 할 수 있고, 그 표현이 신라쪽의 것이라면 이는 후기 가야의 한 독립 소국을 후대의 신라에 의해 지방 편제된 성열현(省熱縣·辛爾縣)으로만 취급하려는 신라 계통의 인식이 반영된 것이라고 하겠다.[11]
- 일본인 학설을 한국 학계에서 정설로 수용(3)→ 우륵(于勒) 6세기 중엽 당시 후기 가야연맹의 한 소속국인 사이기국(斯二岐國 의령군 부림면)의 사람. 가야의 악사(樂師). 가야금의 대가(大家). 본서 권4 신라본기 진흥왕 12년(551) 3월조와 13년(552)조 및 본서 악지의 해당 기사들을 종합해 볼 때, 우륵은 대가야의 왕으로부터 명령을 받아 가야 지역의 음악들을 모아 가야금곡 12곡으로 정리하였으며, 551년에 낭성(娘城)에 순수(巡守)해 온 신라 진흥왕에게 투항하여 국원(忠州市)에 안치되었고, 거기서 계고(階古) 등에게 가야의 음악을 전수시켰다.[12]

### 임나일본부의 실체
- 스에마쓰(末松保和)는 《대일본사(大日本史)》(1933)로 〈일한관계(日韓關係)〉를 정리, 제2차 세계대전 후에 남선경영론을 완성시킨 《임나흥망사(任那興亡史)》(1949)이다. 스에마쓰의 임나일본부설을 요약하면 다음과 같다.
- §첫째로, 《삼국지》위서 왜인전에 3세기 중엽에 왜인은 변진구야국(弁辰狗邪國), 즉 임나가라를 점유, 왜왕은 삼한에 통제력을 미쳤다.
- §둘째로, 《일본서기》진쿠황후(神功皇后) 49년조의 7국 및 4읍 평정기사, 369년 당시 왜는 지금의 경상남북도 대부분을 평정, 전라남북도와 충청남도 일부를 귀복시켜 임나 지배체제를 성립[13], 백제왕의 조공을 서약받았다.
- §셋째로, 광개토왕비문의 기사, 왜는 400년 전후해서 고구려군과 전쟁을 통하여 임나를 공고히 하고 백제에 대한 복속관계를 강화하였다.
- §넷째로, 《송서(宋書)》왜국전에 왜 5왕의 작호, 일본은 5세기에 외교적인 수단으로 왜·신라·임나·가라에 대한 영유권을 중국 남조로부터 인정, 백제의 지배까지 송나라로 하여금 인정시키고자 하였다.
- §다섯째로, 《남제서(南齊書)》가라국전 및 《일본서기》게이타이왕(繼體王) 때의 기사, 일본은 5세기 후반에 임나에 대한 통제력이 완화, 6세기 초반에는 백제에게 전라남북도 일대의 임나땅을 할양하여 주고, 신라에게 남가라(南加羅) 등을 약탈당하면서 임나가 쇠퇴하였다.
- §여섯째로, 《일본서기》긴메이왕(欽明王) 때의 기사, 540년대 이후 백제와 임나일본부설은 임나의 부흥을 꾀하였으나, 결국 562년에 신라가 임나 관가를 토멸함으로써 임나가 멸망하였다.
- §일곱째로, 그 뒤에도 일본은 임나 고지에 대한 연고권을 가져서 646년까지 신라에게 임나의 조(調)를 요구하여 받아내었다. 즉, 임나일본부설은 왜왕권이 한반도의 임나지역을 정벌하여 현지에 설치한 직할통치기관으로서, 왜는 이를 기반으로 하여 4세기 중엽부터 6세기 중엽까지 200년간 가야·백제·신라 등의 한반도 남부를 경영하였다는 것이다.
- 그러나 임나일본부설의 주요 주근거 사료인 《일본서기》는 8세기 초에 일본왕가를 미화하기 위하여 편찬된 책으로서, 원사료 편찬과정에 상당한 조작, 특히 5세기 이전의 기록에 대해서는 대체로 그 신빙성을 인정하기 어려우며, 광개토왕비문이나 《송서》왜국전의 문헌기록은 과장되게 해석된 것으로 보인다.
- 이러한 문헌사료상의 문제점을 차치하고 그 주장의 사실관계만 검토하여보아도 임나일본부설의 한계성은 곧 드러난다.[14]

#### 성열현 왜곡의 정립의 당위성
- 전중준명은 말송보화의 학설을 토대로 《일본서기》에 왜(倭)의 임나일본부의 임나십국(任那十國)[15]을 의도적으로 “가야제국국명(加耶諸國國名)”의 제하(題下)에 우륵 12곡명을 도입하여 우륵의 출생지 성열현(省熱縣)과 김유신 열전에 등장한 백제의 성열성(省熱城) 등을 끌어 들여 우륵을 임나십국의 사이기국인(斯二岐國人)으로 토착시켰다.
- 이러한 왜곡된 학설을 한국 학계에서 무비판적으로 인용한 결과 우륵의 이사곡(爾赦曲)=사이기국(斯二岐國)=성열현·성열성=신이현=의령은 날조 왜곡된 식민사관의 학설을 정설로 추종하는 우(愚)를 초래했다.
- 그러므로 고대 한국의 역사에서 왜의 식민지 임나일본부가 한반도에 통치한 날조 왜곡한 학설은 수용할 가치가 없는 사문화된 논거는 불식하여 청풍 성열현 악사 우륵의 본향으로 정체성을 수립해야 한다.[16]